# Крутинская
Крутинская — деревня в Омутинском районе Тюменской области России. Входит в состав Вагайского сельского поселения.

## История
До 1917 года входила в состав Омутинской волости Ялуторовского уезда Тобольской губернии. По данным на 1926 год деревня Новая Крутая состояла из 215 хозяйств. В административном отношении входила в состав Крутинского сельсовета Новозаимского района Тюменского округа Уральской области.

## Население
| 2010 |
| ---- |
| 253  |

По данным переписи 1926 года в деревне проживало 1131 человек (534 мужчины и 597 женщин), в том числе: русские составляли 99 % населения.
Согласно результатам переписи 2002 года, в национальной структуре населения русские составляли 92 % из 267 чел.